# Canoagem nos Jogos Olímpicos de Verão de 2016 - K-1 500 m feminino
A competição do K-1 500 m feminino da canoagem nos Jogos Olímpicos de Verão de 2016 realizou-se nos dias 17 (provas eliminatórias e semifinais) e 18 de agosto (finais), no Estádio da Lagoa.

## Calendário
Horário local (UTC-3)
| Dia          | Horário | Fase          |
| ------------ | ------- | ------------- |
| 17 de agosto | 09:58   | Eliminatórias |
| 17 de agosto | 11:17   | Semifinal     |
| 18 de agosto | 10:04   | Final         |

## Medalhistas
| Ouro   | HUN Danuta Kozák    |
| Prata  | DEN Emma Jørgensen  |
| Bronze | NZL Lisa Carrington |

## Resultados

### Eliminatórias
As  cinco melhores de cada bateria e a sexta melhor colocada em seguida avançam para as semifinais. 

#### Bateria 1
| Pos. | Canoísta        | CON               | Tempo    | Notas |
| ---- | --------------- | ----------------- | -------- | ----- |
| 1    | Lisa Carrington | NZL Nova Zelândia | 1:54.765 | SF    |
| 2    | Emma Jørgensen  | DEN Dinamarca     | 1:55.660 | SF    |
| 3    | Teresa Portela  | POR Portugal      | 1:56.439 | SF    |
| 4    | Rachel Cawthorn | GBR Grã-Bretanha  | 1:56.612 | SF    |
| 5    | Zoya Ananchenko | KAZ Cazaquistão   | 1:58.136 | SF    |
| 6    | Yusmari Mengana | CUB Cuba          | 2:02.162 |       |
| 7    | Afef Ben Ismail | TUN Tunísia       | 2:08.170 |       |

#### Bateria 2
| Pos. | Canoísta          | CON               | Tempo    | Notas |
| ---- | ----------------- | ----------------- | -------- | ----- |
| 1    | Danuta Kozák      | HUN Hungria       | 1:53.427 | SF    |
| 2    | Maryna Litvinchuk | BLR Bielorrússia  | 1:53.966 | SF    |
| 3    | Bridgitte Hartley | RSA África do Sul | 1:55.737 | SF    |
| 4    | Franziska Weber   | GER Alemanha      | 1:56.601 | SF    |
| 5    | Lasma Liepa       | TUR Turquia       | 1:59.581 | SF    |
| 6    | Ana Paula Vergutz | BRA Brasil        | 2:00.680 |       |
| 7    | Marina Toribiong  | PLW Palau         | 2:14.807 |       |

#### Bateria 3
| Pos. | Canoísta          | CON                | Tempo    | Notas |
| ---- | ----------------- | ------------------ | -------- | ----- |
| 1    | Zhou Yu           | CHN China          | 1:53.043 | SF    |
| 2    | Émilie Fournel    | CAN Canadá         | 1:53.670 | SF    |
| 3    | Mariya Povkh      | UKR Ucrânia        | 1:54.247 | SF    |
| 4    | Karin Johansson   | SWE Suécia         | 1:55.049 | SF    |
| 5    | Špela Ponomarenko | SLO Eslovênia      | 1:55.934 | SF    |
| 6    | Maggie Hogan      | USA Estados Unidos | 1:58.970 |       |
| 7    | Anne Cairns       | SAM Samoa          | 2:01.885 |       |

#### Bateria 4
| Pos. | Canoísta               | CON            | Tempo    | Notas |
| ---- | ---------------------- | -------------- | -------- | ----- |
| 1    | Inna Osypenko-Radomska | AZE Azerbaijão | 1:51.750 | SF    |
| 2    | Ewelina Wojnarowska    | POL Polônia    | 1:52.193 | SF    |
| 3    | Elena Aniushina        | RUS Rússia     | 1:52.597 | SF    |
| 4    | Martina Kohlová        | SVK Eslováquia | 1:53.167 | SF    |
| 5    | Dalma Ružičić-Benedek  | SRB Sérvia     | 1:54.048 | SF    |
| 6    | Naomi Flood            | AUS Austrália  | 1:54.150 | SF    |

### Semifinal
As duas canoístas mais bem colocados de cada grupo e as duas melhores  terceiras colocadas avançam para a final A, as próximas oito mais rápidas disputam a final B.

#### Semifinal 1
| Pos. | Canoísta              | CON               | Tempo    | Notas |
| ---- | --------------------- | ----------------- | -------- | ----- |
| 1    | Maryna Litvinchuk     | BLR Bielorrússia  | 1:55.641 | FA    |
| 2    | Lisa Carrington       | NZL Nova Zelândia | 1:56.155 | FA    |
| 3    | Dalma Ružičić-Benedek | SRB Sérvia        | 1:57.294 | FA    |
| 4    | Karin Johansson       | SWE Suécia        | 1:59.321 | FB    |
| 5    | Ewelina Wojnarowska   | POL Polônia       | 1:59.458 | FB    |
| 6    | Mariya Povkh          | UKR Ucrânia       | 2:00.714 |       |
| 7    | Zoya Ananchenko       | KAZ Cazaquistão   | 2:01.660 |       |

#### Semifinal 2
| Pos. | Canoísta        | CON            | Tempo    | Notas |
| ---- | --------------- | -------------- | -------- | ----- |
| 1    | Danuta Kozák    | HUN Hungria    | 1:54.241 | FA    |
| 2    | Emma Jørgensen  | DEN Dinamarca  | 1:55.193 | FA    |
| 3    | Zhou Yu         | CHN China      | 1:55.311 | FA    |
| 4    | Elena Aniushina | RUS Rússia     | 1:57.229 | FB    |
| 5    | Martina Kohlová | SVK Eslováquia | 1:57.801 | FB    |
| 6    | Naomi Flood     | AUS Austrália  | 2:01.910 |       |
| 7    | Lasma Liepa     | TUR Turquia    | 2:08.450 |       |

#### Semifinal 3
| Pos. | Canoísta               | CON               | Tempo    | Notas |
| ---- | ---------------------- | ----------------- | -------- | ----- |
| 1    | Franziska Weber        | GER Alemanha      | 1:56.515 | FA    |
| 2    | Inna Osypenko-Radomska | AZE Azerbaijão    | 1:57.627 | FA    |
| 3    | Špela Ponomarenko      | SLO Eslovênia     | 1:58.098 | FB    |
| 4    | Teresa Portela         | POR Portugal      | 1:58.360 | FB    |
| 5    | Bridgitte Hartley      | RSA África do Sul | 1:58.397 | FB    |
| 6    | Rachel Cawthorn        | GBR Grã-Bretanha  | 1:58.410 | FB    |
| 7    | Émilie Fournel         | CAN Canadá        | 1:59.638 |       |

### Final

#### Final B
| Pos. | Canoísta            | CON               | Tempo    | Notas |
| ---- | ------------------- | ----------------- | -------- | ----- |
| 1    | Elena Aniushina     | RUS Rússia        | 1:57.202 |       |
| 2    | Špela Ponomarenko   | SLO Eslovênia     | 1:57.541 |       |
| 3    | Teresa Portela      | POR Portugal      | 1:58.058 |       |
| 4    | Ewelina Wojnarowska | POL Polônia       | 1:58.167 |       |
| 5    | Martina Kohlová     | SVK Eslováquia    | 1:58.211 |       |
| 6    | Karin Johansson     | SWE Suécia        | 1:58.363 |       |
| 7    | Rachel Cawthorn     | GBR Grã-Bretanha  | 1:58.470 |       |
| 8    | Bridgitte Hartley   | RSA África do Sul | 2:01.890 |       |

#### Final A
| Pos.              | Canoísta               | CON               | Tempo    | Notas |
| ----------------- | ---------------------- | ----------------- | -------- | ----- |
| Medalha de ouro   | Danuta Kozák           | HUN Hungria       | 1:52.494 |       |
| Medalha de prata  | Emma Jørgensen         | DEN Dinamarca     | 1:54.326 |       |
| Medalha de bronze | Lisa Carrington        | NZL Nova Zelândia | 1:54.372 |       |
| 4                 | Maryna Litvinchuk      | BLR Bielorrússia  | 1:54.474 |       |
| 5                 | Franziska Weber        | GER Alemanha      | 1:54.553 |       |
| 6                 | Zhou Yu                | CHN China         | 1:54.994 |       |
| 7                 | Dalma Ružičić-Benedek  | SRB Sérvia        | 1:55.095 |       |
| 8                 | Inna Osypenko-Radomska | AZE Azerbaijão    | 1:56.573 |       |